# Чумак, Василий Григорьевич

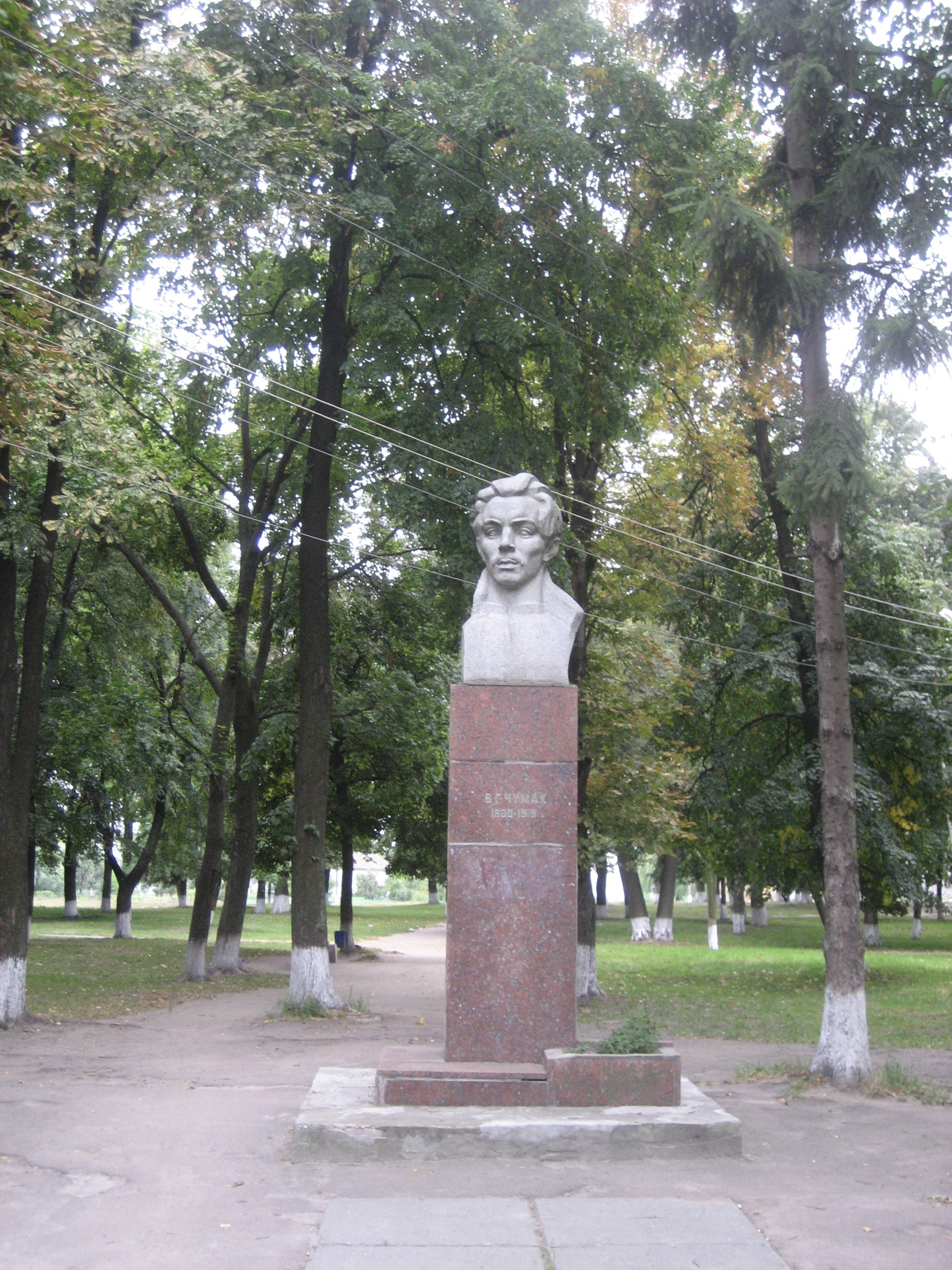
Памятник-бюст В. Г. Чумака в Ичне

Васи́лий Григо́рьевич Чума́к (укр. Василь Григорович Чумак; 25 декабря 1900 (7 января 1901), Ичня — 8 (21) ноября 1919, Киев) — украинский и советский поэт, революционер, общественный и культурный деятель.

## Биография
Родился в крестьянской семье. Поэтический талант В. Чумака проявился рано. Первые стихи были написаны им в 1913 году. На протяжении 1913—1917 происходит творческое развитие Василия Чумака. Увлекался русской поэзией Серебряного века, особенно, К. Бальмонтом и А. Блоком, а также стихами украинского поэта Г. Чупрынки, которому даже подражал в начале своего творчества.
С восторгом принял Февральскую революцию 1917 года. Гимназист Чумак был одним из инициаторов создания местного общества «Просвиты» («Просвещения»), печатал воззвания и прокламации, организовывал библиотеку для крестьян, читал доклады, выступал со своими стихами, вместе с ичнянской молодежью издавал рукописный журнал «Ранок» («Утро»). Начал печатать свои стихи в газетах «Земля і воля» и «Нова громада».
В 1918 году окончил Городнянскую гимназию. Осенью 1918 года В. Чумак активно выступал с публицистическими статьями на страницах «Черниговской земской газеты». Тогда же переехал в Киев, где познакомился с украинским писателем и общественным деятелем Василием Блакитным, который охарактеризовал В. Чумака :

Революционная Украина родила талантливого поэта.
В. Блакитный ввёл Чумака в круг киевских литераторов и всячески поддерживал молодого поэта. Под его влиянием Чумак примкнул к Украинской партии социалистов-революционеров (боротьбистов).
С приходом Советской власти в 1919 году был избран ответственным секретарём литературно-художественного журнала «Мистецтво»(«Искусство»), сотрудником Всеукраинской литературной коллегии при Народном Комиссариате Просвещения Украины, членом литературной объединения «Гарт».
Во время пребывания в Киеве войск Юга России действовал в подполье, выполнял задания эсеровской партии. 4 декабря 1919 года с группой своих товарищей Чумак был арестован контрразведкой, непродолжительное время находился в заключении, а затем за участие в подготовке восстания против белогвардейцев — 8 (21) ноября 1919 года расстрелян в Киеве.
В. Чумак является представителем модернистского течения в украинской литературе, автором рассказов, ряда критических статей и очерков. Хотя творческое наследие Чумака невелико, первые критики назвали Василия Чумака «Птицей революции».

## Изданные произведения
- Сборник стихов «Заспів» («Запев») (опубликован посмертно в 1920 году)
- статьи «Революция как источник», «Евангелие Новейшего завета»
- рассказы «Товарищ», «Что было», «Пожелтевшие страницы»
- Червоний заспів — К., 1922
- Червоний заспів — К., 1930
- Червоний заспів — К., 1956
- Червоний заспів — К., 1982
- Червоний заспів — К., 1991

## Память
- В Ичне дом, где родился и жил — памятник истории, установлен памятник В. Г. Чумаку — памятник монументального искусства
- Установлены мемориальные доски в Городне на здании гимназии и в Ичне на здании училища, где учился — оба здания памятники истории
- В Ичне, Городне, Киеве его именем названы улицы